# Krasznojarszki nemzetközi repülőtér
A Krasznojarszki nemzetközi repülőtér (IATA: KJA, ICAO: UNKL) (orosz nyelven: Международный аэропорт Красноярск) nemzetközi repülőtér Oroszországban. Krasznojarszktól 27 km-re nyugatra terül el. Az R255-ös főútról Jemeljano településnél leágazó 10 km-es autóúton közelíthető meg. Éves utasforgalma 2 517 298 fő (2018).

## Futópályák
A repülőtér futópályái:
- 11/29 (3700 m, 60 m, aszfalt)

## Forgalom
Az utasforgalom az elmúlt években az alábbi módon változott:
| Utasok száma | 607 000 | 1 701 000 | 1 001 303 | 1 216 059 | 1 900 000 | 2 064 629 | 1 804 821 | 2 258 634 | 2 481 914 | 2 694 817 |
|              | 1965    | 1975      | 2008      | 2010      | 2012      | 2013      | 2015      | 2017      | 2019      | 2021      |